# Bruchidius ocananus
Bruchidius ocananus is een keversoort uit de familie bladkevers (Chrysomelidae). De wetenschappelijke naam van de soort werd in 1947 gepubliceerd door Maurice Pic.